# Gostycyn-Nogawica
Gostycyn-Nogawica – nieoficjalna nazwa osady letniskowej w Polsce położonej w województwie kujawsko-pomorskim, w powiecie tucholskim, w gminie Gostycyn u ujścia rzeki Kamionki do Brdy przy północnym krańcu zbiornika Koronowo. Znajduje się tu stary młyn wodny. Osada jest punktem końcowym turystycznego szlaku  Kasztelańskiego.
W latach 1975–1998 miejscowość administracyjnie należała do województwa bydgoskiego.